# Zlataritsa
Zlataritsa (en búlgaro: Златарица) es una ciudad de Bulgaria en la provincia de Veliko Tarnovo.

## Geografía
Se encuentra a una altitud de 103 m s. n. m. a 246 km de la capital nacional, Sofía.

## Demografía
Según estimación 2012 contaba con una población de 2 605 habitantes.
|         | 2004  | 2005  | 2006  | 2007  | 2008  | 2009  | 2010  |
| Mujeres | 1 336 | 1 342 | 1 331 | 1 327 | 1 300 | 1 299 | 1 292 |
| Varones | 1 298 | 1 305 | 1 283 | 1 284 | 1 260 | 1 259 | 1 252 |
| Total   | 2 634 | 2 647 | 2 614 | 2 611 | 2 560 | 2 558 | 2544  |